# Vjetroelektrana Thanet
Vjetroelektrana Thanet je trenutno druga najveća vjetroelektrana na moru (priobalna vjetroelektrana), 11 kilometara udaljena od obale oblasti Thanet, koja se nalazi u pokrajini Kent (Ujedinjeno Kraljevstvo). Vjetroelektrana Thanet ima instaliranu snagu od 300 MW. Cijena gradnje je bila oko 900 milijuna engleskih funti. Vjetroelektrana Thanet je završena i puštena u rad 23. rujna 2010.
Vjetroelektrana Thanet pokriva područje od oko 35 km2, s tim da je udaljenost između vjetroagregata oko 500 metara u jednom redu, a između redova vjetroagregata je 800 metara. Prosječna dubina mora je 20 do 25 metara. Električna energija koja se proizvede je dovoljna za 240 000 domaćinstava. 
Sama gradnja je imala čitav niz problema, a jedan od najvećih je bio s vjetroagregatom V90, koji je imao problema s prijenosnikom snage (mjenjač), pa je danska tvrtka Vestas ga zamijenila s modelom V90-3.

## Priobalne vjetroelektrane
Tržište priobalnih vjetroelektrana je novo tržište, prošlo je tek dva desetljeća od prve komercijalne gradnje, a tržište se stalno povećava. Sama ideja je ponajviše nastala zbog manjka mjesta za razvijanje velikih kopnenih vjetroelektrana, u gusto naseljenim područjima zapadne Europe. Tržište se prvo razvilo u Danskoj 1991., izgradnjom priobalne vjetroelektrane Vindeby. Pravi rast tržišta došao je ipak nekih 10 godina kasnije izgradnjom priobalnih vjetroelektrana Miidelgrunden i Horns Rev, koji je postao najveći pravi priobalni projekt sa snagom od 160 MW i udaljenošću od 14 - 20 km od obale.
Osim Danske, priobalne vjetroelektrane su izgradili Velika Britanija, Irska, Švedska, Nizozemska, Belgija, Njemačka, Japan i Kina, dok neke druge zemlje kao što su Francuska, SAD, Kanada, Grčka i druge Europske zemlje planiraju korištenje istog tipa vjetroelektrana. Velika Britanija je razvoj počela 2003., te je uskoro preuzela vodstvo u tom području tržišta od Danske. Sve je počelo Crown Estate Round 1 projektima, koji su blizu obale (manje od 10 km), u plitkim vodama (manje od 15 metara) i sa srednjom snagom od 60 do 90 MW. Najveći vjetroagregati dostupni u to doba su imali 3,6 MW. Najveći dostupni vjetroagregat danas je pojedinačne snage čak 6 MW, dok je najveća udaljenost od obale čak 30 kilometara. Istovremeno i Njemačka razvija velike priobalne projekte, te se očekuje da će zajedno s Velikom Britanijom predvoditi priobalno tržište u idućem desetljeću.
Što se same opreme tiče, postoji manjak brodova koji se mogu poslati za postavljanje temelja i ugrađivanje vjetroagregata, ali to bi se trebalo riješiti do 2012. Većina današnjih brodova su podrijetlom iz industrije nafte i plina, ali s razvojem ovog tržišta grade se brodovi namijenjeni baš za potrebe gradnje vjetroelektrana, te oni mogu raditi u dubljim vodama i u lošijim vremenskim uvjetima, te mogu nositi mnogo više vjetroagregata i temelja u jednom isplovljavanju.
Isporuka podvodnih kabela koji prenose električnu energiju do obale je kritična stavka u rasporedu projekata, jer nema puno proizvođača istih, a ima mnogo projekata koji se moraju spojiti. Dodatan izazov tržištu na bazi pojedinačnih država je mogućnost operatora prijenosnog sustava da isplaniraju i izgrade odgovarajuću infrastrukturu za prenošenje te količine električne energije. Luke su još jedan mogući problem za priobalne vjetroelektrane, jer je potrebno izvršiti dodatna ulaganja kako bi se moglo logistički pratiti razvoj istih. Još jedan bitan rizik za izgradnju je zaštita kabela, koji su, iako čine samo 7% troškova vjetroelektrane, najbitniji čimbenik kod osiguranja izgradnje i rokova, pošto ih treba zakopati dovoljno duboko i u dogovorenom roku, što je iznimno zahtjevan posao.
U projektu priobalne vjetroelektrane Bligh Bank došlo je do nekoliko problema s temeljima, kojima su otkazivali hidraulični sustavi, pa su počeli tonuti ili je zbog vertikalnog pomicanja dolazilo do utjecaja na strukturalnu cjelovitost cijelih temelja. Takvi su problemi ipak riješeni u roku.

## Poveznice
- Priobalna vjetroelektrana